# Oithona pseudovivida
Oithona pseudovivida is een eenoogkreeftjessoort uit de familie van de Oithonidae. De wetenschappelijke naam van de soort is voor het eerst geldig gepubliceerd in 1980 door Shuvalov.